# Jü Ta-jou
Jü Ta-jou (čínsky pchin-jinem Yú Dàyóu, znaky 俞大猷; 1503–1579) byl vojevůdce působící v čínské říši Ming za vlády císaře Ťia-ťinga. Podílel se na potlačení útoků pašeráků a pirátů wo-kchou na jihovýchodním pobřeží Číny v 50. a 60. letech 16. století. V bojích vynikl jako úspěšný stratég i znalec bojových umění.

## Jméno
Jü Ta-jou používal zdvořilostní jméno Č’-fu (čínsky pchin-jinem Zhìfǔ, znaky zjednodušené 志辅, tradiční 志輔) a pseudonym Sü-ťiang (čínsky pchin-jinem Xūjiāng, znaky zjednodušené 虚江, tradiční 虛江). Za zásluhy o stát obdržel posmrtné jméno Wu-siang (čínsky pchin-jinem Wǔxiāng, znaky 武襄).

## Život
Jü Ta-jou se narodil roku 1503 v rodině dědičných vojáků žijící v moderním městském obvodu Luo-ťiang (část městské prefektury Čchüan-čou v provincii Fu-ťien), jeho rod však pocházel z okresu Chuo-čchiou v provincii An-chuej. Roku 1535 složil důstojnické zkoušky a získal tak titul wu-ťin-š’ (武進士, volně „skutečný znalec vojenství“). Poté dostal hodnost v císařské gardě.
Později byl přeložen na jihovýchodní pobřeží mingské Číny. V diskuzi o bezpečnostní situaci a vztazích s Japonskem v první polovině 50. let 16. století patřil vedle Čang Ťinga (ťin-š’ 1517, ministr vojenství a hlavní cenzor) a Žuan Era (1509–1567, velký koordinátor ve Fu-ťienu a Če-ťiangu) mezi konzervativce hájící nekompromisní vynucování protiobchodních zákonů. Přitom zastával názor, že piráti a pašeráci by měli být zlikvidováni ještě na moři, než se stačí vylodit na pobřeží. Žádal proto vybudování početného loďstva vybaveného silnou dělostřeleckou výzbrojí.
Roku 1553 porazil piráty wo-kchou u ostrova Pchu-tchou-šan v souostroví Čou-šan nedaleko čeťiangského pobřeží. Roku 1555 byl jedním z velitelů mingského vojska vedeného Čang Ťingem, které se postavilo rozsáhlému nájezdu pirátů a na dva tisíce jich zabilo v bitvě u Wang-ťiang-ťing. Následujícího roku byl povýšen na místo velitele vojsk (總兵, cung-ping) v Če-ťiangu s příkazem zlikvidovat piráty.
Roku 1559 byl uvězněn za pochybení svého podřízeného. Odmítl totiž dát úplatek důstojníkům Východního křídla, vlivné mingské tajné služby. Z vězení ho zachránili Chu Cung-sien, vrchní velitel cung-tu ve třech provinciích – Nan č’-li, Če-ťiangu a Fu-ťienu, a Čchi Ťi-kuang, Jü Ta-jouův nástupce v Če-ťiangu. V následujících letech se Jü Ta-jou pod vedením Chu Cung-siena aktivně účastnil bojů s piráty wo-kchou.
Vedle Čchi Ťi-kuanga byl nejvýznamnějším Chu Cung-sienovým generálem. Roku 1562 byl přeložen do Fu-ťienu opět na místo velitele vojsk. Následujícího roku s generálem Čchi Ťi-kuangem a dalšími vypudil wo-kchou z Pchu-tchienu, fuťienského pobřežního města.
Později byl přeložen do Kuang-tungu, kde působil v 60. letech.
Zemřel roku 1579, vláda ho za zásluhy o porážku pirátů posmrtně poctila vysokou generálskou hodností cuo tu-tu (左都督) a udělením posmrtného jména Wu-siang.
Jü Ta-jou byl specialistou na boj s holí, kterému přikládal velký význam ve výcviku vojáků, přitom používal styl ťing-čchu čchang-ťien (荊楚長劍). Navštívil klášter Šao-lin, aby se od tamních mnichů naučil nové techniky boje, ale nakonec se učili oni od něho. Je autorem spisu Čeng-čchi tchang ťi (正氣堂集) v níž popisuje boj různými zbraněmi, včetně lukostřelby.
Syn Jü Ta-joua, Jü C’-kao (俞咨皐) sloužil v mingské armádě jako námořní velitel, roku 1624 porazil Nizozemce a donutil je ustoupit z Pcheng-chu na Tchaj-wan. Naopak roku 1628 ho u Sia-menu porazil čínský pirátský vůdce Čeng Č’-lung.